# Phintella clathrata
Phintella clathrata là một loài nhện trong họ Salticidae.
Loài này thuộc chi Phintella. Phintella clathrata được Tord Tamerlan Teodor Thorell miêu tả năm 1895.